# 19 777 879
 (février 2017).
Si vous disposez d'ouvrages ou d'articles de référence ou si vous connaissez des sites web de qualité traitant du thème abordé ici, merci de compléter l'article en donnant les références utiles à sa vérifiabilité et en les liant à la section « Notes et références ».
Albums de Mike Lécuyer
Partie Libre
(1979) De Montparnasse à Montréal
(2011)
19 777 879 (Mike Lécuyer) est le premier CD du label Bluesiac.

## Historique
19 777 879 est la compilation sur CD des disques vinyles de Mike Lécuyer : Un 45-tours "Mike et sa clique : Des vacances / Frankenstein Boogie" (Crypto-RCA, 1977) et deux 33-tours "A 7 plombes du mat' blues" (Crypto-RCA, 1978) et "Partie Libre" (BAP Productions-Phonogram, 1979),.

## Liste des chansons
| CD    | CD                                                                              | CD                                           | CD    | CD | CD | CD | CD | CD | CD |
| No    | Titre                                                                           | Auteur                                       | Durée |    |    |    |    |    |    |
| ----- | ------------------------------------------------------------------------------- | -------------------------------------------- | ----- | -- | -- | -- | -- | -- | -- |
| 1.    | Des vacances                                                                    | Mike Lécuyer                                 | 3:45  |    |    |    |    |    |    |
| 2.    | Frankenstein Boogie                                                             | Mike Lécuyer / Bernard Zuang                 | 2:58  |    |    |    |    |    |    |
| 3.    | Gare du Nord (A 7 Plombes du mat' blues)                                        | Yves Phélut - Mike Lécuyer                   | 3:48  |    |    |    |    |    |    |
| 4.    | Je n'ai même plus de fric pour faire un flip'                                   | Mike Lécuyer / Bernard Zuang                 | 2:50  |    |    |    |    |    |    |
| 5.    | (La Prison de) La Santé                                                         | Mike Lécuyer / Bernard Zuang                 | 3:32  |    |    |    |    |    |    |
| 6.    | Oncle Paul                                                                      | Mike Lécuyer / Bernard Zuang                 | 2:57  |    |    |    |    |    |    |
| 7.    | Jusqu'au plafond                                                                | Mike Lécuyer                                 | 2:05  |    |    |    |    |    |    |
| 8.    | Accident du travail                                                             | Michel Monnereau / Mike Lécuyer              | 3:07  |    |    |    |    |    |    |
| 9.    | Un jour                                                                         | Mike Lécuyer / Bernard Zuang                 | 4:20  |    |    |    |    |    |    |
| 10.   | Où est donc le bon vieux temps (Where Have All the Good Times Gone - The Kinks) | Mike Lécuyer / Ray Davies                    | 2:56  |    |    |    |    |    |    |
| 11.   | Une tonne de blues                                                              | Yves Phélut - Mike Lécuyer                   | 2:37  |    |    |    |    |    |    |
| 12.   | Une tonne de blues, part 2                                                      | Mike Lécuyer / Mauro Serri                   | 3:34  |    |    |    |    |    |    |
| 13.   | Dépression nerveuse                                                             | Mike Lécuyer / Mauro Serri                   | 3:52  |    |    |    |    |    |    |
| 14.   | Montparnasse                                                                    | Mike Lécuyer / Bernard Zuang                 | 4:04  |    |    |    |    |    |    |
| 15.   | Cours petit cours                                                               | Mike Lécuyer / Mauro Serri                   | 3:34  |    |    |    |    |    |    |
| 16.   | Enlève tes chaussures                                                           | Mike Lécuyer                                 | 2:56  |    |    |    |    |    |    |
| 17.   | Sens dessus-dessous                                                             | Mike Lécuyer / Mauro Serri                   | 4:34  |    |    |    |    |    |    |
| 18.   | Le Serpent                                                                      | Mike Lécuyer / Jean-Claude Levasseur         | 4:13  |    |    |    |    |    |    |
| 19.   | Samedi                                                                          | Michel Monnereau-Mike Lécuyer / Mike Lécuyer | 5:42  |    |    |    |    |    |    |
| 20.   | Bonus caché : Cours petit cours                                                 | Version 1973 avec Larry Martin               | 2:18  |    |    |    |    |    |    |
| 70:00 |                                                                                 |                                              |       |    |    |    |    |    |    |

## Musiciens
- Mike Lécuyer : chant, guitare rythmique, percussions, chœurs
- Bernard Zuang : guitares, basse, harmonica, chœurs
- Mauro Serri : guitares et basse, chœurs
- Lionel Raynal : guitare
- Rolly Lucot : Basse et harmonica
- Gérald Coulondre : batterie
- Rachid Amlaoui : batterie
- Lucky Luccantoni : batterie
- Laurent Martinet : batterie
- Richard Loury : batterie
- Antoine Mizrahi : basse
- Jacques Migaud : claviers
- Christian Décamps : claviers et chœurs

Enregistré au Studio 20 (49) par Richard Loury